# 固玛镇
固玛镇，是中华人民共和国新疆维吾尔自治区和田地區皮山县下辖的一个乡镇级行政单位。

## 行政区划
固玛镇下辖以下地区：
尼向达村、阿斯提阔什村、桑加尔村、克什拉克阿勒迪村、吐格曼贝西村、亚普羌村、英巴扎村、色提日克村、菜其买里村、萨干村、博斯坦托格拉克村、博斯坦艾日克村、古勒巴格村、阿热亚村、吐木休克阿勒迪村和欧吐拉喀什村。